# Weissia geniculata
Weissia geniculata là một loài rêu trong họ Pottiaceae. Loài này được (Schwägr.) Brid. mô tả khoa học đầu tiên năm 1819.